# Indila
Adila Sedraïa (sinh ngày 26 tháng 6 năm 1984), được biết đến với nghệ danh của cô, Indila, là một ca sĩ và kiêm sáng tác nhạc người Pháp. Cô đã hợp tác với nhiều nghệ sĩ về mặt giọng âm và sáng tác nhạc trước khi sáng tác đĩa đơn đầu tiên của cô, "Dernière danse" vào tháng 11 năm 2013 và album đầu tiên của cô, Mini World vào tháng 2 năm 2014.

## Tiểu sử
Adila Sedraïa sinh ra vào ngày 26 tháng 6 năm 1984 ở Paris cùng với hai chị em. Mẹ của cô là người chăm sóc, trong khi bà của cô hát ở những lễ đám cưới Indila tự mô tả mình là "đứa trẻ của thế giới" vì cô là người gốc Ấn, Algeria, Ai Cập và Khơ-me. Trước khi sự nghiệp âm nhạc của cô, cô làm một hướng dẫn viên du lịch tại chợ Quốc tế Rungis. Cô nói rằng nghệ danh của cô bắt nguồn từ tình yêu vô độ của cô đến Ấn Độ.

## Nghệ thuật
Âm vực của Indila kéo dài từ F3 – D#5 và thuộc loại alto.

## Tham gia sáng tác nhạc
Indila được ghi công sáng tác nhạc trong các bài hát sau:
- 2010: "Poussière d'empire" bởi Nessbeal với Indila[10]
- 2010: "J'ai besoin d'y croire" bởi Admiral T với Awa Imani[11]
- 2010: "Thug mariage" bởi Rohff với Indila[11]
- 2011: "Bye Bye Sonyé" bởi DJ Abdel với. Indila[12]
- 2012: "Avec toi" bởi Axel Tony với Tunisiano[11]
- 2012: "Plus haut" bởi M. Pokora[11]
- 2012: "Plus jamais" bởi Sultan[13]
- 2012: "Dreamin'" bởi Youssoupha với Indila & Skalpovitch[11]
- 2013: "Ma reine" bởi Axel Tony với Admiral T[11]
- 2016: "Baila" bởi Ishtar[10]
- 2016: "Pour toi et moi" bởi Ishtar[10]
- 2021: "Carrousel" bởi Amir với Indila.

## Giải thưởng
| Năm  | Giải                            | Hạng mục                      | Dành cho       | Kết quả   |
| ---- | ------------------------------- | ----------------------------- | -------------- | --------- |
| 2014 | Giải thưởng Âm nhạc MTV Châu Âu | Nghệ sĩ tiếng Pháp hay nhất   | Indila         | Đoạt giải |
| 2014 | Giải thưởng Âm nhạc MTV Châu Âu | Nghệ sĩ châu Âu hay nhất      | Indila         | Đề cử     |
| 2014 | Giải thưởng Âm nhạc Trace       | Nghệ sĩ của năm               | Indila         | Đoạt giải |
| 2014 | Giải thưởng Âm nhạc NRJ         | Bài hát Chanson của năm       | Dernière danse | Đề cử     |
| 2015 | Giải thưởng Âm nhạc NRJ         | Nghệ sĩ nữ người Pháp của năm | Indila         | Đề cử     |
| 2015 | Victoires de la Musique         | Album mặc khải của năm        | Mini World     | Đoạt giải |
| 2015 | Victoires de la Musique         | Video của năm                 | Dernière danse | Đề cử     |